# تاریخ روابط ایران و انگلیس
تاریخ روابط ایران و انگلیس نام یک مجموعهٔ تلویزیونی ایرانی به کارگردانی «مرتضی جعفری» است که در سال ۱۳۷۲ تولید و از شبکه ۱  پخش گردید.

## خلاصه داستان
این مجموعه تلویزیونی، بخش‌هایی از روابط چهارصد سالهٔ ایران و انگلیس را، در قالبی نمایشی، به تصویر می‌کشد.

## بازیگران
- ژاله علو
- جمشید مشایخی
- رضا کرم‌رضایی
- پرویز پورحسینی
- آرش تاج تهرانی
- حسین خانی‌بیک
- کاظم افرندنیا